# Kostel svaté Kateřiny Alexandrijské (Merboltice)
Kostel svaté Kateřiny Alexandrijské v Merbolticích byl farní kostel římskokatolické farnosti Merboltice. Jednolodní barokní sakrální stavbu postavil v letech 1708–1709 lipovský stavitel Zacharias Hoffmann na objednávku hraběte Františka Antonína Šporka. Po druhé světové válce kostel chátral, až byl roku 1975 odstřelen.

## Historie
V písemných pramenech se merboltický farní kostel poprvé objevuje roku 1352 v registru papežských desátků. V období let 1530–1624 sloužil protestantským bohoslužbám. Po rekatolizaci nebyla samostatná farnost obnovena a kostel se stal filiálním. Stavbu nového chrámu inicioval majitel panství hrabě František Antonín Špork (1662–1738). V letech 1708–1709 jej postavil Zacharias Hoffmann (1678–1754) z Lipové a stal se tak patrně jeho první chrámovou stavbou. Samostatná farnost byla obnovena v roce 1855. Důkladnou renovací kostel prošel v roce 1896.
Po skončení druhé světové války nebyl stav kostela uspokojivý, opravu potřebovala zejména střecha. V nepříznivé době komunistické totality však nebylo možné sehnat finanční prostředky na jeho rekonstrukci. Na konci 50. let 20. století se proto již konaly bohoslužby na faře. V 60. letech se postupně rozpadla střecha a strop lodi. Likvidaci merboltického kostela a řady dalších v okolí začal připravovat církevní tajemník děčínského Okresního národního výboru Josef Pecháň v roce 1973. Kostel svaté kateřiny Alexandrijské nepodléhal památkové ochraně. Dne 13. října 1975 vydal ONV demoliční výměr, na demolici samotnou došlo 28. prosince téhož roku. Spolu s kostelem zanikl i okolní hřbitov, dochovala se pouze zvonice a budova fary.
V roce 2009 začala snaha o obnovu kostela, respektive o výstavbu zcela nového. Základní kámen, který pochází z původního kostela, požehnal papež Benedikt XVI. dne 28. září 2009 ve Staré Boleslavi. Roubená stavba má být zasvěcena svaté Kateřině, svaté Markétě a svaté Apolonii.

## Popis

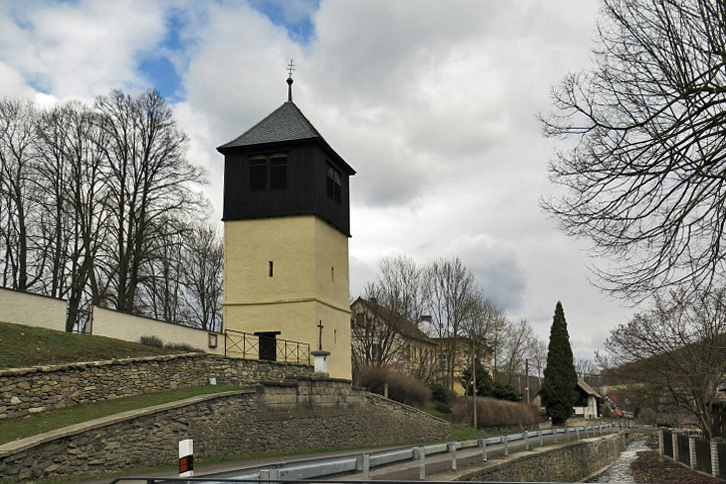
Zvonice po rekonstrukci

Poměrně jednoduchá jednolodní barokní stavba bez věže byla obdélného půdorysu, zakončená odsazeným obdélníkovým presbytářem a navazující čtvercovou sakristií umístěnou v ose. Průčelí členily lizény, velké obdélníkové okno a dvě niky, štít vrcholil trojúhelníkovým nástavcem. Nečleněné boční stěny prolamovaly dvě řady polokruhových oken. Loď zakrýval stlačený rákosový strop, plochostropá byla rovněž předsíň a sakristie s trámovým stropem, pouze presbytář byl sklenut valenou klenbou s lunetami. Střechu pokrýval šindel. Z její zadní části vybíhala sanktusová vížka zakončená cibulovitou bání. Tříramenná kruchta stála na dřevěných sloupech.
Mobiliář pocházel převážně z počátku 18. století, jeho část byla přenesena z původního kostela. Dominantou býval dřevěný hlavní oltář se třemi obrazy od Kryštofa Viléma Tietze z roku 1722. Titulární obraz zobrazoval svatou Kateřinu, na bocích oltáře stály sošky svatého Antonína Paduánského a světce bez atributů. Kazatelnu z první poloviny 18. století zdobily obrazy Církevních otců a socha apoštola na stříšce. Boční oltáře svatého Josefa a Zvěstování Panny Marie pocházely z poloviny 17. století. Nejstarší součástí kostela byla kamenná křtitelnice s pozdně gotickými motivy z první poloviny 16. století. Ta se spolu s oltářním obrazem dochovala ve verneřickém kostele svaté Anny. Starší varhany z valkeřického kostela svaté Barbory od českokamenického Tobiase Flecka ml. (1671–1751) sloužily do roku 1784, kdy je nahradil starší nástroj ze zrušeného konojedského kláštera. Varhany disponovaly jedním manuálem se sedmi rejstříky a pedálem s dalšími dvěma. V průběhu následujících let procházely různými opravami a úpravami, naposledy v roce 1936. Varhany zanikly spolu s kostelem.

## Zvonice
Zvonice pochází z 16. století. Spodní dvě patra jsou kamenná, vršek je dřevěný. Rekonstrukcí prošla v letech 1780, 1832 a 1896. Přestože zvonice přežila demolici kostela, nebyla jí věnována dostatečná pozornost a postupně chátrala. Na přelomu 20. a 21. století prošla celkovou rekonstrukcí. V roce 2001 se stala majetkem obce Merboltice. Nově ulitý zvon Kateřina požehnal v roce 2004 tehdejší generální vikář litoměřické diecéze Karel Havelka. V roce 2014 přibyly další dva zvony, svatý Josef a Matka Boží. Přízemí zvonice slouží jako kaple. Objekt je chráněný jako nemovitá kulturní památka.